# トータルウォー:アッティラ
トータルウォー: アッティラ(Total War: Attila)は、トータルウォーシリーズの9番目の作である.
ローマ帝国が東西に分裂した395年以降を舞台にしており、新たに勢力を拡大するフン族とその王アッティラをモチーフとした世界が描かれる。プレーヤーは、西ローマ帝国、東ローマ帝国、サーサーン朝ペルシア、フン族、エフタル、シュヴァーベン人、アラン族、ヴァンダル族、東ゴート族、西ゴート族、フランク族、サクソン人、ガラマンティアン、ラークハミドのどれかを担当し、世界征服を競う。

## 日本での販売状況
このゲームは、日本語版は出されていない。日本語版と称したものはあるが、それらは日本のユーザー有志が、西洋言語版を翻訳したMODであって、製作会社が作ったものではない。DVD-ROMとSteamキーの販売が行われているが、DVD-ROM版でも、Steamアカウントによる登録は必要。Steamキーには、日本でアクティベーション出来るものと出来ないものの二種類があるので、購入する場合、事前チェックが必要。